# Canton de Cherbourg-en-Cotentin-3
Le canton de Cherbourg-en-Cotentin-3, précédemment appelé canton de Cherbourg-Octeville-3, est une circonscription électorale française du département de la Manche créée par le décret du 25 février 2014 et entrée en vigueur lors des premières élections départementales suivant la publication du décret.

## Histoire
Un nouveau découpage territorial de la Manche (département) entre en vigueur à l'occasion des élections départementales de 2015. Il est défini par le décret du 25 février 2014, en application des lois du 17 mai 2013 (loi organique 2013-402 et loi 2013-403). Les conseillers départementaux sont, à compter de ces élections, élus au scrutin majoritaire binominal mixte. Les électeurs de chaque canton élisent au Conseil départemental, nouvelle appellation du Conseil général, deux membres de sexe différent, qui se présentent en binôme de candidats. Les conseillers départementaux sont élus pour 6 ans au scrutin binominal majoritaire à deux tours, l'accès au second tour nécessitant 12,5 % des inscrits au 1er tour. En outre la totalité des conseillers départementaux est renouvelée. Ce nouveau mode de scrutin nécessite un redécoupage des cantons dont le nombre est divisé par deux avec arrondi à l'unité impaire supérieure si ce nombre n'est pas entier impair, assorti de conditions de seuils minimaux. Dans la Manche, le nombre de cantons passe ainsi de 52 à 27.
Le canton de Cherbourg-Octeville-3 est formé de communes des anciens cantons de Cherbourg-Octeville-Sud-Ouest (5 communes et d'Équeurdreville-Hainneville (4 communes), et une partie de Cherbourg-en-Cotentin). Il est entièrement inclus dans l'arrondissement de Cherbourg. Le bureau centralisateur est situé à Cherbourg-en-Cotentin.
À la suite du décret du 5 mars 2020, le canton prend le nom de son bureau centralisateur, Cherbourg-en-Cotentin.

## Représentation
| Période élective | Période élective | Mandat | Mandat   | Identité              | Nuance | Nuance | Qualité                                                                      |
| ---------------- | ---------------- | ------ | -------- | --------------------- | ------ | ------ | ---------------------------------------------------------------------------- |
| 2015             | 2021             | 2015   | 2021     | Marie-Odile Féret     |        | DVG    | Préretraitée, adjointe au maire de Couville                                  |
| 2015             | 2021             | 2015   | 2021     | Franck Tison          |        | DVG    | Technicien principal à Areva, conseiller municipal de Cherbourg-en-Cotentin  |
| 2021             | 2028             | 2021   | en cours | Isabelle Fontaine     |        | DVC    | Adjointe au maire de Martinvast                                              |
| 2021             | 2028             | 2021   | en cours | Axel Fortin-Larivière |        | DVC    | Cadre dans une société de service informatique Vice-président du département |

### Résultats détaillés

#### Élections de mars 2015
À l'issue du 1er tour des élections départementales de 2015, deux binômes sont en ballottage : Marie-Odile Féret et Franck Tison (PS, 32,56 %) et Cyril Bourdon et Françoise Hamon (Union de la Droite, 24,56 %). Le taux de participation est de 48,98 % (5 556 votants sur 11 343 inscrits) contre 50,67 % au niveau départemental et 50,17 % au niveau national.
Au second tour, Marie-Odile Féret et Franck Tison (PS) sont élus avec 55,01 % des suffrages exprimés et un taux de participation de 47,12 % (2 668 voix pour 5 345 votants et 11 343 inscrits).

#### Élections de juin 2021
Le premier tour des élections départementales de 2021 est marqué par un très faible taux de participation (33,26 % au niveau national). Dans le canton de Cherbourg-en-Cotentin-3, ce taux de participation est de 28,96 % (3 463 votants sur 11 957 inscrits) contre 32,67 % au niveau départemental. À l'issue de ce premier tour, deux binômes sont en ballottage : Isabelle Fontaine et Axel Fortin Larivière (DVC, 22,07 %) et Valérie Isoird et Philippe Rousselet (Union à gauche avec des écologistes, 18,54 %).
Le second tour des élections est marqué une nouvelle fois par une abstention massive équivalente au premier tour. Les taux de participation sont de 34,36 % au niveau national, 32,63 % dans le département et 28,12 % dans le canton de Cherbourg-en-Cotentin-3. Isabelle Fontaine et Axel Fortin Larivière (DVC) sont élus avec 52,63 % des suffrages exprimés (1 590 voix pour 3 364 votants et 11 963 inscrits),,.

## Composition
Le canton de Cherbourg-en-Cotentin-3 comprend neuf communes entières et une fraction de la commune de Cherbourg-en-Cotentin (la plus grande partie de l'ancienne commune d'Octeville).
| Nom                                           | Code Insee | Intercommunalité | Superficie (km2) | Population (dernière pop. légale)               | Densité (hab./km2) | Modifier                                    |
| --------------------------------------------- | ---------- | ---------------- | ---------------- | ----------------------------------------------- | ------------------ | ------------------------------------------- |
| Cherbourg-en-Cotentin (bureau centralisateur) | 50129      | CA du Cotentin   | 68,54            | Fraction : 8 997 (2022) Commune : 78 028 (2022) | 1 138              | modifier les données · modifier les données |
| Couville                                      | 50149      | CA du Cotentin   | 8,60             | 1 228 (2022)                                    | 143                | modifier les données · modifier les données |
| Hardinvast                                    | 50230      | CA du Cotentin   | 7,30             | 924 (2022)                                      | 127                | modifier les données · modifier les données |
| Martinvast                                    | 50294      | CA du Cotentin   | 10,31            | 1 340 (2022)                                    | 130                | modifier les données · modifier les données |
| Nouainville                                   | 50382      | CA du Cotentin   | 3,81             | 620 (2022)                                      | 163                | modifier les données · modifier les données |
| Saint-Martin-le-Gréard                        | 50519      | CA du Cotentin   | 2,86             | 618 (2022)                                      | 216                | modifier les données · modifier les données |
| Sideville                                     | 50575      | CA du Cotentin   | 7,63             | 840 (2022)                                      | 110                | modifier les données · modifier les données |
| Teurthéville-Hague                            | 50594      | CA du Cotentin   | 12,73            | 1 029 (2022)                                    | 81                 | modifier les données · modifier les données |
| Tollevast                                     | 50599      | CA du Cotentin   | 12,36            | 1 650 (2022)                                    | 133                | modifier les données · modifier les données |
| Virandeville                                  | 50643      | CA du Cotentin   | 8,22             | 771 (2022)                                      | 94                 | modifier les données · modifier les données |
| Canton de Cherbourg-en-Cotentin-3             | 5008       |                  |                  | 18 017 (2022)                                   |                    | modifier les données                        |

La partie de la commune de Cherbourg-en-Cotentin intégrée dans le canton est officiellement définie comme la partie de l'ancienne commune de Cherbourg-Octeville non comprise dans les cantons de Cherbourg-Octeville-1 et de Cherbourg-Octeville-2, soit la partie située au sud-ouest d'une ligne définie par l'axe des voies et limites suivantes : depuis la limite territoriale de la commune d'Équeurdreville-Hainneville, route des Fourches, avenue René-Schmitt, rue Joliot-Curie, rue Roger-Salengro, rue Delalée, rue Waldeck-Rousseau, rue Ernest-Renan, ligne droite dans le prolongement de la rue Ernest-Renan, boulevard de l'Atlantique, ligne droite dans le prolongement de la rue de la Liberté, rue de la Liberté, chemin vicinal, boulevard de l'Atlantique, rue de l'Artois, rue de Bretagne, rue des Bocages, rue du Maine, rue de Picardie, avenue de Normandie, rue de Lorraine, rue de Bourgogne, rue de Provence, rue de la Roche-qui-Pend, chemin rural, jusqu'à la limite territoriale de la commune de La Glacerie.

## Démographie
En 2022, le canton comptait 18 017 habitants, en évolution de +5,34 % par rapport à 2016 (Manche : −0,31 %, France hors Mayotte : +2,11 %).
| 2013   | 2018   | 2022   |
| ------ | ------ | ------ |
| 16 555 | 17 253 | 18 017 |